# Hemibagrus wyckioides
Hemibagrus wyckioides és una espècie de peix de la família dels bàgrids i de l'ordre dels siluriformes.

## Morfologia
Els mascles poden assolir els 130 cm de longitud total.

## Distribució geogràfica
Es troba a les conques dels rius Mekong, Chao Phraya i Maeklong. També és present als rius del territori peninsular de Tailàndia.